# Клич нації
«Кли́ч на́ції»  — незалежна суспільно-політична газета Житомира.
Виходить нерегулярно. Фактично газетою Всеукраїнської громадської організації «Товариства відродження української нації». Реєстраційне свідоцтво ЖТ № 216 від 19 липня 2001 року.